# Liste de romans de vampires
Ceci est une liste non exhaustive des romans de vampires. L'intérêt de cette liste, outre son aspect de recensement, est de pouvoir lister des romans ou des nouvelles qui ne pourraient pas faire l'objet d'une page autonome, faute de sources centrées suffisantes, et qui ne pourraient donc pas être catégorisés.

## Romans indépendants

### Romans avant leXXesiècle
| Titre VF                                 | Titre VO                            | Auteur                                   | Année       | Origine     |
| ---------------------------------------- | ----------------------------------- | ---------------------------------------- | ----------- | ----------- |
| Carmilla                                 | Carmilla                            | Joseph Sheridan Le Fanu                  | 1872        | Royaume-Uni |
| La Baronne trépassée                     | La Baronne trépassée                | Ponson du Terrail                        | 1853        | France      |
| La Morte amoureuse                       | La Morte amoureuse                  | Théophile Gautier                        | 1836        | France      |
| La Vampire                               | La Vampire                          | Paul Féval                               | 1856        | France      |
| La Vampire, ou la Vierge de Hongrie      | La Vampire, ou la Vierge de Hongrie | Étienne-Léon de Lamothe-Langon           | 1825        | France      |
| La Ville Vampire                         | La Ville Vampire                    | Paul Féval                               | 1867        | France      |
| Le Chevalier Ténèbre                     | Le Chevalier Ténèbre                | Paul Féval                               | 1860        | France      |
| Varney le vampire, ou le festin sanglant | Varney the Vampire (en)             | James Malcolm Rymer Thomas Peckett Prest | 1845 à 1847 | Royaume-Uni |

### Romans duXXesiècle
| Titre VF                                              | Titre VO                       | Auteur                  | Année | Origine     |
| ----------------------------------------------------- | ------------------------------ | ----------------------- | ----- | ----------- |
| Âmes perdues (roman)                                  | Lost Souls                     | Poppy Z. Brite          | 1992  | États-Unis  |
| Appelle-moi Tempter                                   | Tempter                        | Nancy A. Collins        | 1990  | États-Unis  |
| Ballade pour un ange déchu                            | Creed                          | James Herbert           | 1990  | Royaume-Uni |
| Blade                                                 | Blade                          | Mel Odom                | 1998  | États-Unis  |
| Blood                                                 | Blood                          | Jay Russell             | 1996  | États-Unis  |
| Contrat sur un vampire                                | Bloodshift                     | Garfield Reeves-Stevens | 1981  | États-Unis  |
| Dhampire                                              | Dhampire                       | Scott Baker             | 1982  | États-Unis  |
| Éros Vampire                                          | Love in vein                   | Poppy Z. Brite          | 1994  | États-Unis  |
| Je suis une légende                                   | I am Legend                    | Richard Matheson        | 1954  | États-Unis  |
| L'Appel du sang                                       | The Awakening                  | John A. Russo           | 1983  | États-Unis  |
| La Dame au linceul                                    | The Lady of the Shroud         | Bram Stoker             | 1909  | Royaume-Uni |
| La Lumière et la Clef, roman d’éducation d’un vampire | Das Licht und der Schlüssel    | Adolf Muschg            | 1986  | Suisse      |
| La Vierge de glace                                    | The ice maiden                 | Marc Behm               | 1983  | États-Unis  |
| La Volupté du sang                                    | Sunglasses after dark          | Nancy A. Collins        | 1989  | États-Unis  |
| Le Journal d’Edwin Underhill                          | The journal of Edwin Underhill | Peter Tonkin            | 1981  | Royaume-Uni |
| Les Vampires de l’Alfama                              | Les Vampires de l’Alfama       | Pierre Kast             | 1975  | France      |
| Né d'entre les morts                                  | Né d'entre les morts           | Nathalie Bernard        | 1998  | France      |
| Nuit intérieure                                       | The night inside               | Nancy Baker             | 1993  | Canada      |
| Riverdream                                            | Fevre Dream                    | George R. R. Martin     | 1982  | États-Unis  |
| Salem                                                 | Salem's Lot                    | Stephen King            | 1975  | États-Unis  |
| Sang d’encre                                          | Drawing Blood                  | Poppy Z. Brite          | 1993  | États-Unis  |
| Soif de sang                                          | They thirst                    | Robert McCammon         | 1981  | États-Unis  |
| Un amant diabolique                                   | Dark obsession                 | Amanda Stevens          | 1994  | États-Unis  |
| Un peu de ton sang                                    | Some of Your Blood             | Theodore Sturgeon       | 1961  | États-Unis  |
| Un vampire ordinaire                                  | The vampire tapestry           | Suzy McKee Charnas      | 1980  | États-Unis  |
| Vampire$                                              | Vampire$                       | John Steakley           | 1990  | États-Unis  |

### Romans duXXIesiècle
| Titre VF                                        | Titre VO                             | Auteur                | Année | Origine    |
| ----------------------------------------------- | ------------------------------------ | --------------------- | ----- | ---------- |
| Novice (roman)                                  | Fledgling                            | Octavia E. Butler     | 2005  | États-Unis |
| Abraham Lincoln, chasseur de vampires           | Abraham Lincoln, Vampire Hunter      | Seth Grahame-Smith    | 2010  | États-Unis |
| Blood Bar                                       | Blood Bar                            | Daph Nobody           | 2009  | Belgique   |
| Dans les veines                                 | Dans les veines                      | Morgane Caussarieu    | 2012  | France     |
| L'Appel du sang : La Seconde Vie de Bree Tanner | The Short Second Life of Bree Tanner | Stephenie Meyer       | 2010  | États-Unis |
| Laisse-moi entrer                               | Låt den rätte komma in               | John Ajvide Lindqvist | 2004  | Suède      |
| Le Vampire de Ropraz                            | Le Vampire de Ropraz                 | Jacques Chessex       | 2007  | Suisse     |

## Séries de romans

### Séries débutant auXXesiècle
| Titre VF                                                  | Titre VO                                      | Auteur                 | Année       | Origine     |
| --------------------------------------------------------- | --------------------------------------------- | ---------------------- | ----------- | ----------- |
| Alliance Vampires 1 : À la lueur de la lune rousse        | Alliance Vampires 1: Beneath a blood red moon | Drake Shannon          | depuis 1999 | États-Unis  |
| Anita Blake (série)                                       | Anita Blake: Vampire Hunter                   | Laurell K. Hamilton    | depuis 1993 | États-Unis  |
| Aventure de Vicki Nelson 1 : Le prix du sang              | Blood Books 1 : Blood Price                   | Tanya Huff             | 1991        | Canada      |
| Aventure de Vicki Nelson 2 : Piste sanglante              | Blood Books 2 : Blood Trail                   | Tanya Huff             | 1992        | Canada      |
| Aventure de Vicki Nelson 3 : Frontière sanglante          | Blood Books 3 : Blood Lines                   | Tanya Huff             | 1993        | Canada      |
| Aventure de Vicki Nelson 4 : Pacte sanglant               | Blood Books 4 : Blood Pact                    | Tanya Huff             | 1993        | Canada      |
| Aventure de Vicki Nelson 5 : Dette de sang                | Blood Books 5 : Blood Debt                    | Tanya Huff             | 1997        | Canada      |
| Aventure de Vicki Nelson 6 : Nouvelles sanglantes         | Blood Books 6 : Blood Bank                    | Tanya Huff             | 2006        | Canada      |
| Blood Wine 1                                              | A Taste of Blood Wine                         | Freda Warrington       | 1992        | Royaume-Uni |
| Blood Wine 2                                              | A Dance in Blood Velvet                       | Freda Warrington       | 1994        | Royaume-Uni |
| Blood Wine 3                                              | The Dark Blood of Poppies                     | Freda Warrington       | 1995        | Royaume-Uni |
| Bloodwalk 1                                               | Blood Hunt                                    | Lee Killough           | 1987        | États-Unis  |
| Bloodwalk 2                                               | Bloodlinks                                    | Lee Killough           | 1988        | États-Unis  |
| Bloodwalk 3                                               | Blood Games                                   | Lee Killough           | 2001        | États-Unis  |
| Buffy contre les vampires (série)                         | Buffy the Vampire Slayer                      | Collectif              | depuis 1998 | États-Unis  |
| Chroniques des vampires 1 - Entretien avec un vampire     | Interview with the Vampire                    | Anne Rice              | 1976        | États-Unis  |
| Chroniques des vampires 2 - Lestat le vampire             | The Vampire Lestat                            | Anne Rice              | 1985        | États-Unis  |
| Chroniques des vampires 3 - La Reine des damnés           | Queen of the Damned                           | Anne Rice              | 1988        | États-Unis  |
| Chroniques des vampires 4 - Le Voleur de corps            | The tale of the body thief                    | Anne Rice              | 1992        | États-Unis  |
| Chroniques des vampires 5 - Memnoch le démon              | Memnoch the devil                             | Anne Rice              | 1995        | États-Unis  |
| Chroniques des vampires 6 - Armand le vampire             | The vampire Armand                            | Anne Rice              | 1998        | États-Unis  |
| Chroniques des vampires 7 - Merrick                       | Merrick                                       | Anne Rice              | 2000        | États-Unis  |
| Chroniques des vampires 8 - Le Sang et l'Or               | Blood and Gold                                | Anne Rice              | 2001        | États-Unis  |
| Chroniques des vampires 9 - Le Domaine Blackwood          | Blackwood Farm                                | Anne Rice              | 2002        | États-Unis  |
| Chroniques des vampires 10 - Cantique sanglant            | Blood Canticle                                | Anne Rice              | 2003        | États-Unis  |
| Chroniques des vampires 11 - Prince Lestat                | Prince Lestat                                 | Anne Rice              | 2014        | États-Unis  |
| Chroniques des vampires 12 - Prince Lestat et l'Atlantide | Prince Lestat and the Realms of Atlantis      | Anne Rice              | 2016        | États-Unis  |
| James Asher 1 : Le Sang d'immortalité                     | James Asher 1: Those who hunt the night       | Barbara Hambly         | 1988        | États-Unis  |
| James Asher 2 : Voyage avec les morts                     | James Asher 2: Travelling with the dead       | Barbara Hambly         | 1995        | États-Unis  |
| Jaz Parks (série)                                         | Jaz Parks series (en)                         | Jennifer Rardin        | depuis 2007 | États-Unis  |
| Journal d'un vampire (série)                              | The Vampire Diaries                           | L. J. Smith            | depuis 1991 | États-Unis  |
| La Vampire (série)                                        | The Last Vampire                              | Christopher Pike       | depuis 1994 | États-Unis  |
| Les Prédateurs 1 : Les Prédateurs                         | The Hunger                                    | Whitley Strieber       | 1980        | États-Unis  |
| Les Prédateurs 2 : Le Dernier Prédateur                   | The Last Vampire                              | Whitley Strieber       | 2001        | États-Unis  |
| Les Prédateurs 3 : Le rêve de l'élite                     | Lilith's Dream: A Tale of the Vampire Life    | Whitley Strieber       | 2002        | États-Unis  |
| Le Pouvoir du Sang 1 : L'Enfant de la nuit                | Child of the night                            | Nancy Kilpatrick       | 1996        | Canada      |
| Le Pouvoir du Sang 2 : La mort tout près                  | Near Death                                    | Nancy Kilpatrick       | 1994        | Canada      |
| Le Pouvoir du Sang 3 : Renaissance                        | Reborn                                        | Nancy Kilpatrick       | 1998        | Canada      |
| Le Pouvoir du Sang 4 : La passion du sang                 | Bloodlover                                    | Nancy Kilpatrick       | 2000        | Canada      |
| Saga des Ombres 1 : Des Saints et des ombres              | Of Saints and shadows                         | Christopher Golden     | 1994        | États-Unis  |
| Saga des Ombres 2 : Des Anges et des démons               | Angels souls and devil hearts                 | Christopher Golden     | 1995        | États-Unis  |
| Saga des Ombres 3 : Vampires et martyrs                   | Of masques and martyrs                        | Christopher Golden     | 1998        | États-Unis  |
| Trilogie en rouge 1 : Rouge flamenco                      | Rouge flamenco                                | Jeanne Faivre d'Arcier | 1993        | France      |
| Trilogie en rouge 2 : La déesse écarlate                  | La déesse écarlate                            | Jeanne Faivre d'Arcier | 1997        | France      |
| Vampire Hunter D                                          | Vampire Hunter D                              | Hideyuki Kikuchi       | depuis 1983 | Japon       |
| Vampire Junction                                          | Vampire Junction                              | S. P. Somtow           | 1984        | Thaïlande   |
| Vampire Junction 2 : Valentine                            | Valentine                                     | S. P. Somtow           | 1992        | Thaïlande   |
| Vampire Junction 3 : Vanitas                              | Vanitas : Escape from Vampire Junction        | S. P. Somtow           | 1995        | Thaïlande   |
| Vampire Series 1 : Soif d'amour                           | Forever and the night                         | Linda Lael Miller      | 1993        | États-Unis  |

### Séries débutant auXXIesiècle
| Titre VF                                         | Titre VO                       | Auteur                           | Année       | Origine     |
| ------------------------------------------------ | ------------------------------ | -------------------------------- | ----------- | ----------- |
| Cycle La Lignée 1 - La Lignée                    | The Strain                     | Guillermo del Toro - Chuck Hogan | 2009        | États-Unis  |
| Cycle La Lignée 2 - La Chute                     | The Fall                       | Guillermo del Toro - Chuck Hogan | 2010        | États-Unis  |
| Cycle La Lignée 3 - La Nuit éternelle            | The Night Eternal              | Guillermo del Toro - Chuck Hogan | 2011        | États-Unis  |
| Déviance 1 - Déviance                            | Deviance                       | Christine Barsi                  | 2017        | France      |
| Déviance 2 - Renaissance                         | Renaissance                    | Christine Barsi                  | 2019        | France      |
| Déviance 3 - Les Aulnes jumeaux                  | The twin aulns                 | Christine Barsi                  | 2019        | France      |
| La Cité des ténèbres (série)                     | The Mortal Instruments         | Cassandra Clare                  | depuis 2007 | États-Unis  |
| La Communauté du Sud (série)                     | The Southern Vampire Mysteries | Charlaine Harris                 | depuis 2001 | États-Unis  |
| Les Chroniques des Chasseurs d'Ombres (série)    | The Shadowhunter Chronicles    | Cassandra Clare                  | depuis 2007 | États-Unis  |
| Les Vampires de Chicago                          | Chicagoland Vampires           | Chloe Neill                      | depuis 2009 | États-Unis  |
| Les Vampires de Manhattan                        | Blue Bloods                    | Melissa de la Cruz               | depuis 2007 | États-Unis  |
| Tantalize Serie 1 - Sanguine                     | Tantalize                      | Cynthia Leitich Smith            | 2007        | États-Unis  |
| Tantalize Serie 2                                | Eternal                        | Cynthia Leitich Smith            | 2010        | États-Unis  |
| Tantalize Serie 3                                | Blessed                        | Cynthia Leitich Smith            | 2012        | États-Unis  |
| Tantalize Serie 4                                | Diabolical                     | Cynthia Leitich Smith            | 2013        | États-Unis  |
| Triptyque vampirique 1 : Élégie pour un vampire  | Élégie pour un vampire         | Sullivan Lord                    | 2000        | France      |
| Triptyque vampirique 2 : Les Saigneurs cardinaux | Les Saigneurs cardinaux        | Sullivan Lord                    | 2003        | France      |
| Twilight 1 - Fascination                         | Twilight                       | Stephenie Meyer                  | 2005        | États-Unis  |
| Twilight 2 - Tentation                           | New Moon                       | Stephenie Meyer                  | 2006        | États-Unis  |
| Twilight 3 - Hésitation                          | Eclipse                        | Stephenie Meyer                  | 2007        | États-Unis  |
| Twilight 4 - Révélation                          | Breaking Dawn                  | Stephenie Meyer                  | 2008        | États-Unis  |
| Vampirates (série)                               | Vampirates (en)                | Justin Somper                    | depuis 2005 | Royaume-Uni |
| Vampire Academy (série)                          | Vampire Academy                | Richelle Mead                    | depuis 2007 | États-Unis  |
| Vampire Kisses (série)                           | Vampire Kisses                 | Ellen Schreiber                  | depuis 2003 | États-Unis  |
| Vampire Story 1 - 13 Balles Dans la Peau         | Thirteen Bullets (en)          | David Wellington                 | 2007        | États-Unis  |
| Vampire Story 2 - 99 cercueils                   | 99 Coffins (en)                | David Wellington                 | 2007        | États-Unis  |
| Vampire Story 3 - Vampire zéro                   | Vampire Zero (en)              | David Wellington                 | 2008        | États-Unis  |
| Vampire Story 4 - 23 heures                      | 23 Hours (en)                  | David Wellington                 | 2009        | États-Unis  |

## Romans de Dracula
| Titre VF                                                 | Titre VO                             | Auteur                | Année | Origine     |
| -------------------------------------------------------- | ------------------------------------ | --------------------- | ----- | ----------- |
| Anno Dracula                                             | Anno Dracula                         | Kim Newman            | 1992  | Royaume-Uni |
| Anno Dracula 2 : Le baron rouge sang                     | Anno Dracula 2: The Bloody Red Baron | Kim Newman            | 1995  | Royaume-Uni |
| Anno Dracula 3 : Le jugement des larmes                  | Anno Dracula 3: Judgement of tears   | Kim Newman            | 1998  | Royaume-Uni |
| Bloodline 1 - Dracula, l'héritier                        | Bloodline (Cary novel) (en)          | Kate Cary             | 2006  | Royaume-Uni |
| Bloodline 2                                              | Bloodline: Reckoning                 | Kate Cary             | 2007  | Royaume-Uni |
| Chroniques de Dracula 1 - Les Confessions de Dracula     | The Dracula Tape                     | Fred Saberhagen       | 1975  | États-Unis  |
| Chroniques de Dracula 2 - Le Dossier Holmes-Dracula      | The Holmes-Dracula File              | Fred Saberhagen       | 1978  | États-Unis  |
| Dracula                                                  | Dracula                              | Bram Stoker           | 1897  | Royaume-Uni |
| Dracula l'immortel                                       | Dracula the Un-dead                  | Dacre Stoker Ian Holt | 2009  | États-Unis  |
| Journaux de la famille Dracul 1 : Pacte avec le vampire  | Covenant with the vampire            | Jeanne Kalogridis     | 1994  | États-Unis  |
| Journaux de la famille Dracul 2 : Les enfants du vampire | Children of the vampire              | Jeanne Kalogridis     | 1995  | États-Unis  |
| Journaux de la famille Dracul 3 : Le Sang du vampire     | Lord of the vampires                 | Jeanne Kalogridis     | 1996  | États-Unis  |
| L'Historienne et Drakula                                 | The Historian                        | Elizabeth Kostova     | 2005  | États-Unis  |
| Le Château de Dracula                                    | Dracula's Castle                     | James Herbert Brennan | 1986  | Royaume-Uni |
| Le Retour de Dracula                                     | Dracula the Undead                   | Freda Warrington      | 1997  | Royaume-Uni |

## Romans de vampires psychiques
| Titre VF                 | Titre VO           | Auteur       | Année | Origine     |
| ------------------------ | ------------------ | ------------ | ----- | ----------- |
| Les Vampires de l'espace | The space vampires | Colin Wilson | 1976  | Royaume-Uni |
| L'Échiquier du mal       | Carrion Comfort    | Dan Simmons  | 1989  | États-Unis  |

## Romans jeunesse
| Titre VF                                       | Titre VO                               | Auteur                          | Année       | Origine     |
| ---------------------------------------------- | -------------------------------------- | ------------------------------- | ----------- | ----------- |
| Le Baiser de la mort                           | Fear Street : Goodnight kiss           | R. L. Stine                     | 1992        | États-Unis  |
| Bon sang, le prof est un vampire !             | Teacher Vic is a vampire... retired    | Jerry Piasecki                  | 1995        | États-Unis  |
| Bon sang, ils vont manger Laura !              | Laura for dessert                      | Jerry Piasecki                  | 1995        | États-Unis  |
| Fille de vampire                               | The vampire's beautiful daughter       | S. P. Somtow                    | 1997        | Thaïlande   |
| L’Ombre des vampires                           | Under Overfladen                       | Mette Skot Perschke             | 1997        | Danemark    |
| La Messagerie du vampire                       | La Messagerie du vampire               | Barbara Sadoul                  | 2000        | France      |
| La Solitude du buveur de sang                  | The Silver Kiss (en)                   | Annette Curtis Klause           | 1990        | Royaume-Uni |
| Le Miroir aux vampires                         | Le Miroir aux vampires                 | Fabien Clavel                   | 2011        | France      |
| Le Petit Vampire (série)                       | Der kleine Vampir                      | Angela Sommer-Bodenburg         | depuis 1979 | Allemagne   |
| Le Réveil du dernier vampire                   |                                        | Marc Bono                       | 1997        |             |
| Mademoiselle V                                 | Mademoiselle V                         | Jean-Baptiste Evette            | 1999        | France      |
| Saga de Darren Shan 1 : La parade des monstres | Cirque du Freak                        | Darren Shan                     | 2000        | Royaume-Uni |
| Sur les terres du comte Dracula                | Sur les terres du comte Dracula        | Arthur Ténor                    | 2010        | France      |
| Vladimir Poltron, vampire de 3e classe         | Vladimir Poltron, vampire de 3e classe | Jack Chaboud - Nicole Claveloux | 1985        | France      |

## Nouvelles
| Titre VF                       | Titre VO                             | Auteur            | Année | Origine     |
| ------------------------------ | ------------------------------------ | ----------------- | ----- | ----------- |
| Dernières Nouvelles de Dracula | The ultimate Dracula                 | Collectif         | 1991  | États-Unis  |
| Du sang !                      | Blood!                               | Fredric Brown     | 1955  | États-Unis  |
| Écrit avec du sang             |                                      | Tanith Lee        | 2002  | Royaume-Uni |
| Histoires de vampires          | I vampiri tra noi                    | Roger Vadim       | 1960  | France      |
| Histoire de la dame pâle       | Histoire de la dame pâle             | Alexandre Dumas   | 1849  | France      |
| L'Appel du sang                | The Short Second Life of Bree Tanner | Stephenie Meyer   | 2010  | États-Unis  |
| L'Homme du second              | The Man Upstairs                     | Ray Bradbury      | 1947  | États-Unis  |
| L'Invité de Dracula            | Dracula's Guest                      | Bram Stoker       | 1897  | Royaume-Uni |
| La Famille du Vourdalak        | La Famille du Vourdalak              | Alexis Tolstoï    | 1840  | Russie      |
| La Solitude du vampire         | La Solitude du vampire               | Barbara Sadoul    | 2003  | France      |
| Le Horla                       | Le Horla                             | Guy de Maupassant | 1886  | France      |
| Le Rapace nocturne             | The Night Flier                      | Stephen King      | 1988  | États-Unis  |
| Le Vampire                     | The Vampyre                          | John Polidori     | 1819  | Royaume-Uni |
| Popsy                          | Popsy                                | Stephen King      | 1987  | États-Unis  |
| Un dernier pour la route       | One for the Road                     | Stephen King      | 1977  | États-Unis  |